# هوسپ تئودورویچ
هوسپ تئوفیل تئودورویچ (ارمنی: Յովսէփ Թէոֆիլ Թէոդորովիչ؛ (به لهستانی: Józef Teodorowicz); زاده ۲۵ اوت ۱۸۶۴ – درگذشته ۴ دسامبر ۱۹۳۸) یک اسقف و سیاستمدار ارمنی‌تبار اهل لهستان بود. وی آخرین اسقف اعظم کلیسای کاتولیک ارمنی لووف بود. اجداد ارمنی وی سده‌ها در لهستان زیسته‌اند.
وی ابتدا مدرسه دستورزبان لاتین را در ایوانو-فرانکیفسک به پایان رساند سپس در دانشکده حقوق دانشگاه چرنیوتسی در بوکوفینا به تحصیل پرداخت. وی در زمان تحصیل با بحران عقیده رنج می‌برد. یکسال بعد در حوزه علمیه اصلی کلیسای کاتولیک در لووف وی در ثبت نام می‌کند. در سال ۱۸۸۷ وی به مقام کشیشی می‌رسد و در سال ۱۹۰۱ پس از درگذشت اسقف اعظم ایزاک میکووای ایساکویچ لووف جایگزین وی می‌شود. در میان لهستانی‌ها برای وی به خاطر فعالیت‌های مذهبی و اجتماعی اش احترام زیادی قائلند. تئودورویچ در لووف درگذشت و در گورستان مدافعان لووف به خاک سپرده شد. مجلس سفلا لهستان در سال ۲۰۰۸ وی را به عنوان قهرمان میهن‌پرستی مورد پذیرش قرار داد.

## نگارخانه

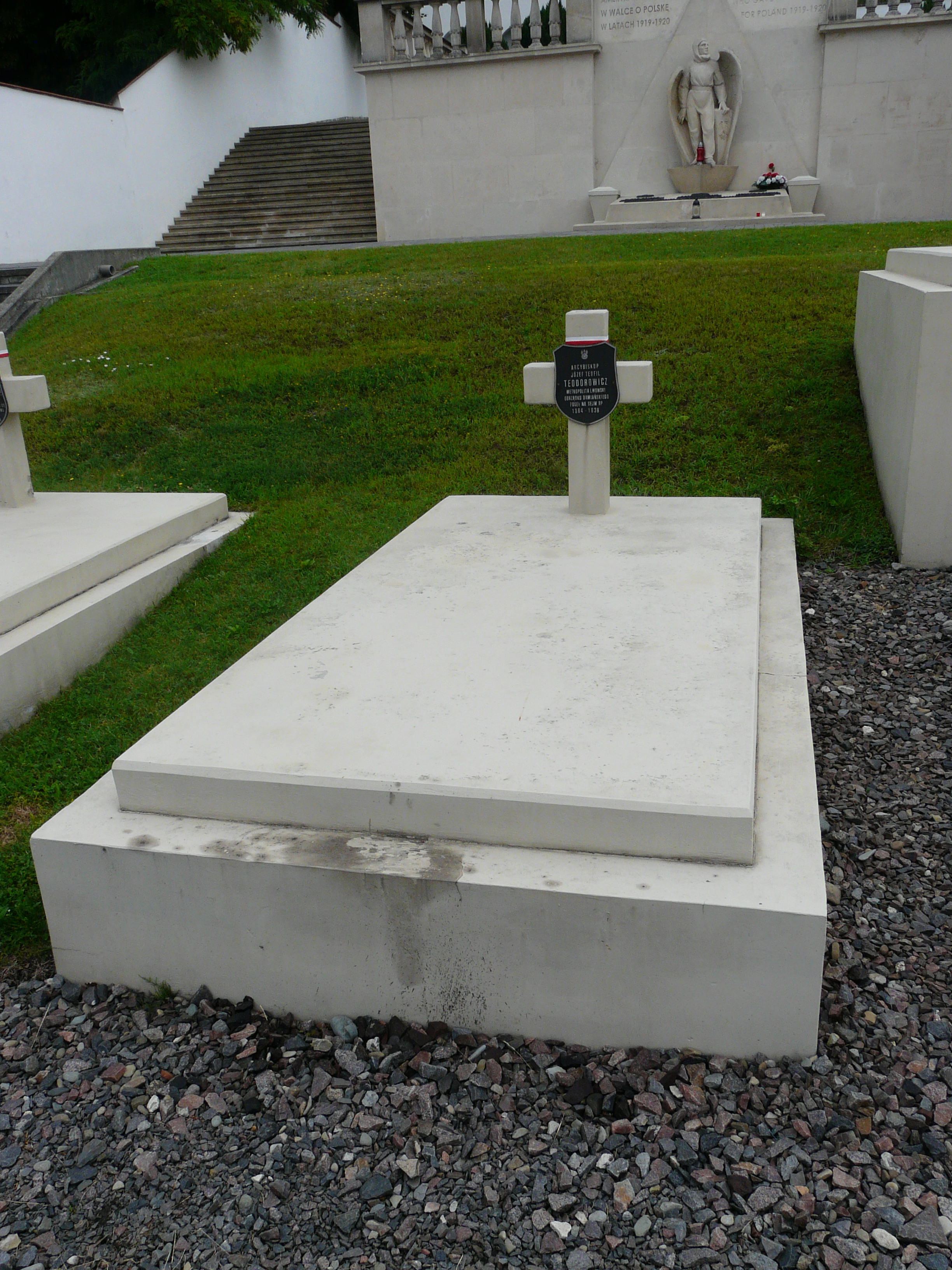